# Moosa Ismail Meer
Moosa Ismail Meer (* 1897 in Surat, Britisch-Indien; † 11. September 1972 in Durban) war ein indischstämmiger Journalist und Zeitungsverleger in Südafrika.

## Leben
In Surat wuchs Moosa Meer im Umfeld einer Sunni Bohra-Gemeinschaft auf und ging dort zur Schule. Durch die Einwanderung seiner Eltern in die Kolonie Natal kam er nach Durban. In der Folge studierte er jedoch am Bombay Technical Institute und an einem indischen St. Xavier's College, wo er einen Bachelor of Arts erwarb. Mit Hilfe eines staatlichen US-Stipendiums absolvierte Meer ein Journalistikstudium in den Vereinigten Staaten.
In seinen ersten Berufsjahren sammelte er Erfahrungen im Handel. 1926 begann Meer als Redakteur bei der Wochenzeitung The Indian Views zu arbeiten, deren Leitung er 1929 übernahm sowie 1934 zu ihrem Eigentümer und Herausgeber wurde. Unter seiner Führung entwickelte sie sich zu einer maßgeblichen Zeitung der indischen Diaspora in der Südafrikanischen Union.
Moosa Meer verstarb nach einem Herzanfall im St Aidan’s Mission Regional Hospital in Durban und wurde dort auf dem Brook Street Muslim Cemetery beerdigt.
Ferner war er Redakteur von Newscope und Sportscope.

## Familie
Moosa Meer war mit Khatija aus einer muslimischen Familie Indiens und später mit der jüngeren Rachel Farrel, einer jüdisch-portugiesischen Waise, verheiratet. Er hatte vier Kinder. Fatima Meer, eine südafrikanische Soziologin und Antiapartheidsaktivistin, entstammte dieser Familie. Sein ältester Sohn Ismail Moosa Meer übernahm die Leitung der Zeitung Indian Views bis zum Ende ihres Erscheinens.